# Yacht Club royal de Hong Kong

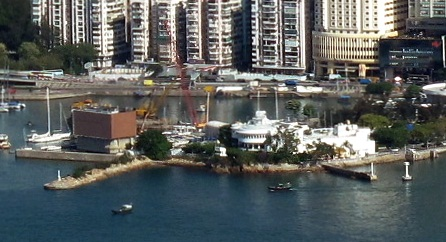
Yacht Club royal de Hong Kong,.

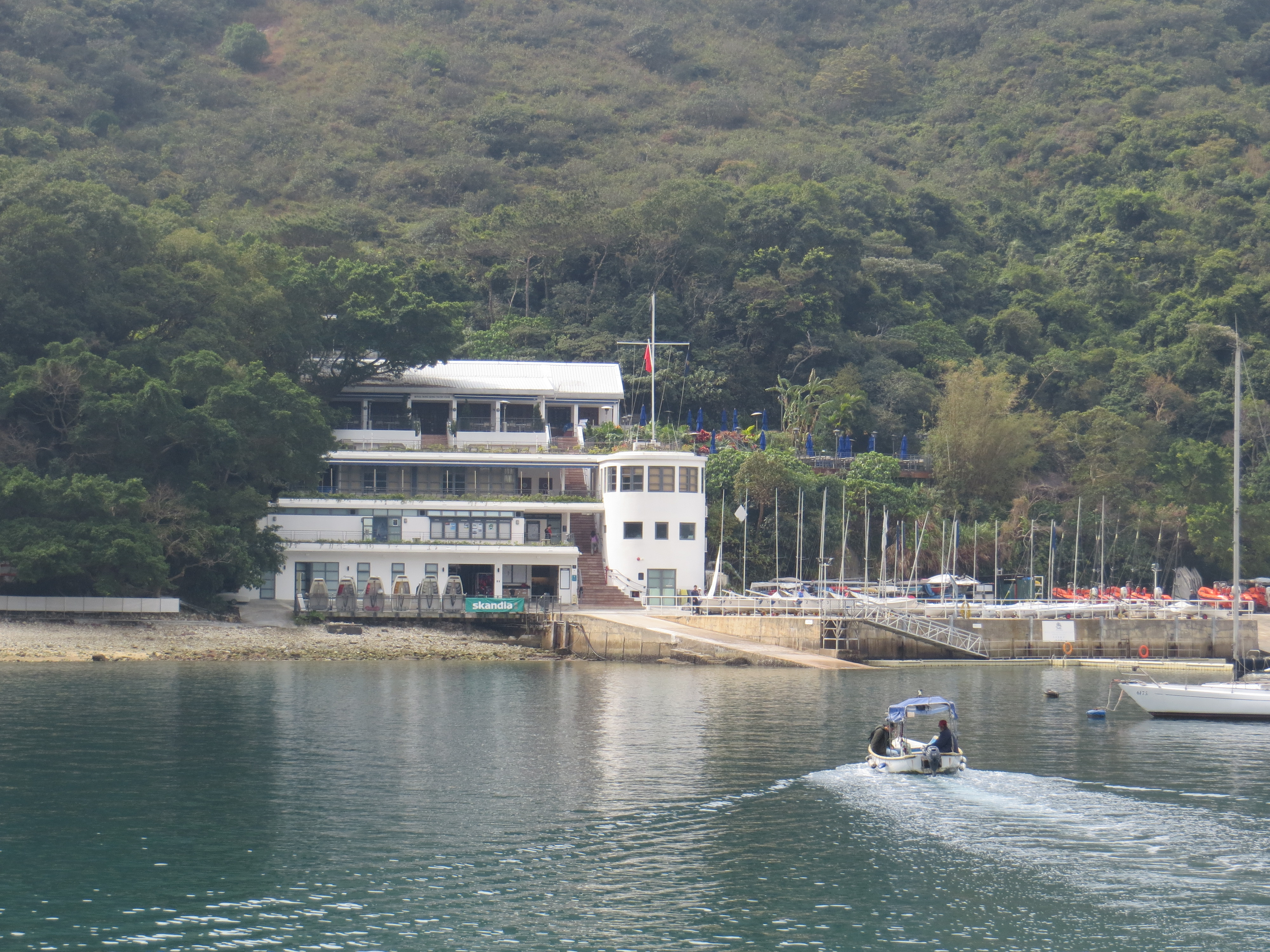
Installations de Middle Island.

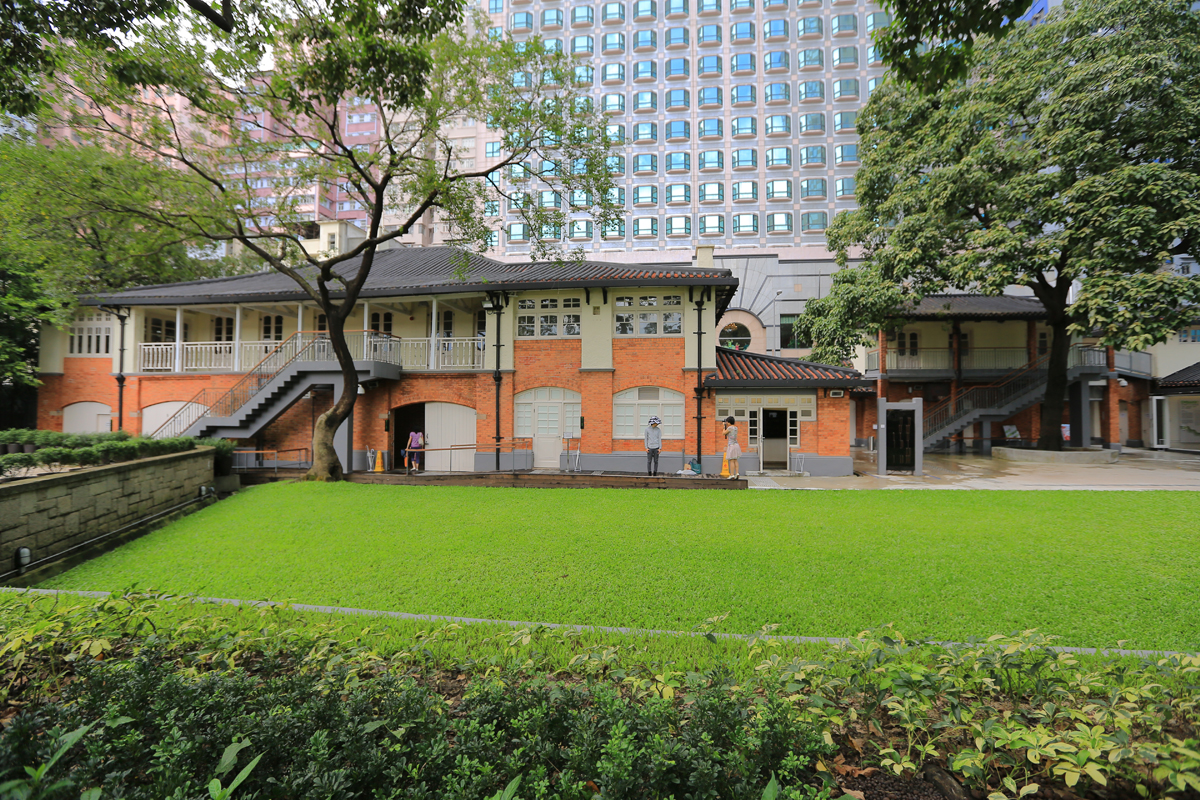
Ancien siège social et club-house du Yacht Club royal de Hong Kong, au croisement de et à Causeway Bay.

Le Yacht Club royal de Hong Kong (en chinois : 香港遊艇會) est un club nautique pour la pratique de la voile et de l'aviron.

## Histoire
En 1849, le Victoria Regatta Club est fondé, puis plus tard absorbé dans le Hong Kong Boating Club qui, en 1889, fusionne à son tour avec le Hong Kong Corinthian Sailing Club. Lors de l'assemblée générale de ce-dernier club tenue en octobre 1893, une résolution est adoptée pour demander à l'Amirauté l'autorisation d'appeler le Club à se renommer « Royal Hong Kong Yacht Club » et à pouvoir hisser le pavillon bleu avec une marque distinctive sur le drapeau. Un mandat est accordé par les Lords de l'Amirauté le 15 mai 1894.
Les premiers membres sont britanniques, et il n'y a uniquement que du personnel militaire au conseil d'administration. Jusqu'aux années 1950, l'adhésion est exclusivement réservée aux Européens. Les femmes ne sont pas autorisées à devenir membres à part entière jusqu'en 1977, lorsque Patricia Loseby (en) devient la première femme membre. Aujourd'hui, l'adhésion est ouverte à tous.
Contrairement à d'autres organisations de Hong Kong qui avaient obtenu une charte royale, le Club conserve le préfixe « royal » dans son titre après la rétrocession de Hong Kong à la Chine en 1997, et bien qu'une majorité de ses membres aient soutenu une motion visant à le supprimer, celle-ci n'a pas réuni les 75% minimum de la majorité par deux voix. Par la suite, le Commodore de l'époque suggère au club d'adopter le principe « Un pays, deux systèmes » quant au nom, principe par lequel Deng Xiaoping, désignait le contexte politique mise en place pour la réunification de Hong Kong avec la République populaire de Chine. Lors d'une assemblée générale spéciale des membres, la proposition est adoptée avec enthousiasme. Le nom anglais du club reste le « Royal Hong Kong Yacht Club », et le titre chinois du club est simplement « Hong Kong Yacht Club », sans l'utilisation du terme 皇家 (Wong Ka), qui signifie « royal ».

## Installations
Les bâtiments principaux du club sont situés près de Victoria Harbour sur l'ancienne île Kellett (en), qui fait aujourd'hui partie de Causeway Bay après la création de terre-pleins, et forme la limite ouest de l'abri à typhon de Causeway Bay (en). Le club s'y installe en 1938, et un club-house est construit dans le style international moderne en 1939 sur les fondations de l'ancienne poudrière de la Marine. Il est conçu par les architectes G.G. Wood et J.E. Potter de Leigh & Orange (en). Les nouveaux locaux sont officiellement inaugurés le 26 octobre 1940 par le gouverneur par intérim, le lieutenant-général E.F. Norton. Le bâtiment est classé bâtiment historique de rang III depuis le 22 janvier 2010.
En plus de l'île Kellett, le club dispose de deux autres clubs :
- sur Middle Island (en)
- Shelter Cove, à Hebe Haven (en), district de Sai Kung

## Ancien siège de North Point
Pendant 30 ans avant de déménager sur l'île Kellett, les principaux bâtiments du club étaient situés au 12 Oil Street (en) à North Point (en), situé à l'époque au bord de l'eau, avant la création de terre-pleins. L'ancien siège social et club-house de Oil Street, construit dans le style Arts and Crafts, est officiellement inauguré le 21 mars 1908 par le gouverneur de l'époque, Frederick Lugard. Le bâtiment est ensuite utilisé comme garage, quartier du personnel du gouvernement jusqu'en 1998, et entrepôt du bureau des antiquités et monuments jusqu'à fin 2007. Les bâtiments abritent maintenant le centre artistique Oi! (en) qui vise à promouvoir les arts visuels à Hong Kong en fournissant une plate-forme pour des expositions artistiques, des forums et d'autres activités liées à l'art. L'ancien clubhouse du Yacht Club royal de Hong Kong est classé bâtiment historique de rang II depuis 1995.